# Choi Chul-soon
Đây là một tên người Triều Tiên, họ là Choi.
Choi Chul-soon (tiếng Hàn: 최철순, phát âm tiếng Hàn Quốc: [tɕʰwe̞.tɕʰʌl.s͈un]; sinh ngày 8 tháng 2 năm 1987) là một cầu thủ bóng đá Hàn Quốc ở vị trí hậu vệ. Anh hiện tại thi đấu cho Jeonbuk Hyundai Motors. Trước đó anh thi đấu cho đội tuyển U-23 quốc gia Hàn Quốc hay đội tuyển Olympic quốc gia.
Anh từng là thành viên của đội tuyển U-20 quốc gia Hàn Quốc tại Giải vô địch bóng đá U-20 thế giới 2007 ở Canada ở vị trí trung vệ và cũng là thành viên của đội tuyển U-19 Hàn Quốc thi đấu Giải vô địch bóng đá U-19 châu Á 2006 ở Ấn Độ. Tuy nhiên, trong đội tuyển U-23 quốc gia Hàn Quốc anh là một hậu vệ.
Ngày 9 tháng 1 năm 2010, Choi ra mắt quốc tế lần đầu tiên cho Hàn Quốc trong trận giao hữu trước Zambia.

## Thống kê sự nghiệp câu lạc bộ
| Thành tích câu lạc bộ | Thành tích câu lạc bộ  | Thành tích câu lạc bộ | Giải vô địch | Giải vô địch | Cúp     | Cúp       | Cúp Liên đoàn | Cúp Liên đoàn | Châu lục | Châu lục  | Tổng cộng | Tổng cộng |
| Mùa giải              | Câu lạc bộ             | Giải vô địch          | Số trận      | Bàn thắng    | Số trận | Bàn thắng | Số trận       | Bàn thắng     | Số trận  | Bàn thắng | Số trận   | Bàn thắng |
| Hàn Quốc              | Hàn Quốc               | Hàn Quốc              | Giải vô địch | Giải vô địch | Cúp KFA | Cúp KFA   | Cúp Liên đoàn | Cúp Liên đoàn | Châu Á   | Châu Á    | Tổng cộng | Tổng cộng |
| --------------------- | ---------------------- | --------------------- | ------------ | ------------ | ------- | --------- | ------------- | ------------- | -------- | --------- | --------- | --------- |
| 2006                  | Jeonbuk Hyundai Motors | K League 1            | 12           | 0            | 1       | 0         | 11            | 0             | 7        | 0         | 31        | 0         |
| 2007                  | Jeonbuk Hyundai Motors | K League 1            | 15           | 0            | 0       | 0         | 4             | 0             | 2        | 0         | 21        | 0         |
| 2008                  | Jeonbuk Hyundai Motors | K League 1            | 27           | 0            | 1       | 0         | 9             | 0             | -        | -         | 37        | 0         |
| 2009                  | Jeonbuk Hyundai Motors | K League 1            | 23           | 0            | 2       | 0         | 4             | 0             | -        | -         | 29        | 0         |
| 2010                  | Jeonbuk Hyundai Motors | K League 1            | 20           | 0            | 0       | 0         | 1             | 0             | 3        | 0         | 24        | 0         |
| 2011                  | Jeonbuk Hyundai Motors | K League 1            | 21           | 1            | 1       | 0         | 0             | 0             | 7        | 0         | 29        | 1         |
| Tổng cộng             | Hàn Quốc               | Hàn Quốc              | 118          | 1            | 5       | 0         | 29            | 0             | 19       | 0         | 171       | 1         |
| Tổng cộng sự nghiệp   | Tổng cộng sự nghiệp    | Tổng cộng sự nghiệp   | 118          | 1            | 5       | 0         | 29            | 0             | 19       | 0         | 171       | 1         |